# 楊忠禮
丹斯里拿督斯里楊忠禮（1929年12月18日—2017年10月18日），馬來西亞華裔企業家，籍貫福建省金門縣金寧鄉東堡，生於馬來西亞雪蘭莪州巴生縣甘榜亞答，已故馬來西亞富豪，楊忠禮集團創立人。

## 生平
楊忠禮是巴生出身的第二代華人，籍貫福建省金門縣金寧鄉東堡。父親楊清廉是木材商，母親黃金切，楊忠禮在9個子女中排行第三。楊忠禮十幾歲時值日本占领马来亚，加上父親生病，便失學開始給父親生意幫手，做囉喱車生意養活全家，後重返學校讀書。 1947年他18歲，與他人合辦了巴生興華中學。1950年代起到萬津蜆山從事礦業，1953年與陳開蓉結婚。後楊忠禮進入建築工程業，1955年成立楊忠禮建築公司，主要營業於在瓜拉雪兰莪一帶。
後楊忠禮的事業逐漸擴大，走出瓜雪乃至全馬，並成功渡過了第一次石油危机的難關。進入1980年代後，其子女陸續加入集團經營，楊忠禮集團也在東京證券交易所上市。曾被福布斯雜誌列為馬來西亞第八大富豪。後由於年事已高，楊忠禮基本退出公司經營，主要交由子女打理，唯任執行董事長。
2017年10月18日上午，楊忠禮去世。

## 评价
2017年10月20日，马来西亚华人公会前总会长林良实在丧府瞻仰杨忠礼遗容后向媒体形容，杨忠礼是位出色领袖和国家建设者，任何人对于他的离世都会感到难过。他说，杨忠礼在60至70年代对国家的建设做出了很大的贡献，如在建筑领域和旅游业：“他将马来西亚带往世界的版图，让世界著名的歌手来到大马并在这里表演。”。林良实指出，杨忠礼也是位活跃于社团的领袖，因此他的离世对马来西亚是个损失。

## 公益事業
楊忠禮對教育事業尤為熱心，除大馬本地外，還曾資助故鄉金門的國立金門大學建設。生前曾為巴生興華中學董事長、沙巴國立馬來西亞大學榮譽副校長。2014年10月11日獲聘為國立金門大學終身名譽校長。
校長過世前不久，國立金門大學派遣學生們的親善大使團前往探望臥病在床的校長時，校長表示他給了金門大學的學生很多獎學金，為的就是希望年輕人能留在金門發展，而正當學生們感到疑惑要開口表示對此不知情，且並未收到獎學金時，卻被校長周遭的人插話，並對校長說他們都有收到，並且很感謝校長。

## 家庭
楊忠禮與夫人楊陳開蓉至2017年12月育有5子2女、27名內外孫及5名內外曾孫，子女現均在楊忠禮集團下工作。
- 長子丹斯里楊肅斌 (1954年8月23日－），杨忠礼集团董事经理=已故潘斯里陈仪馨，2006年8月5日去世，得年54歲，共育有三子兩女[5][6][7]
  - 長子楊恭耀，杨忠礼通讯公司副首席执行员=格淑德（Geraldine Shushan Dreiser）[7][8]
    - 兩名孩子，其中一人為女兒[9][10]

  - 次子楊恭賢，杨忠礼酒店及房地产公司兼杨忠礼置地及发展公司副董事经理，负责餐饮、土地开发酒店等业务。=貞妮芙（Jennifer Nielsen Friis）[11][12]
    - 一女[11]

  - 三子楊恭俊，YTL水泥公司董事。[13]
  - 長女楊佩君（英语：Ruth Yeoh），主要负责环保议程，并经营新加坡YTL和杨忠礼集团子公司YTL-SV Carbon的环保公司。
  - 次女楊佩文（英语：Rebekah Yeoh）（1993年—），杨忠礼集团企业财务总监、网上二手时尚店Recyclothes兼柬埔寨Nimble Fingers儿童赋权计划创办人。[14][15]
- 長女拿督楊淑敏 (1955年－），杨忠礼集团执行董事，主要负责集团的会计和财政事务=拿督陳勁源
  - 三子一女
- 次子拿督楊肅堅 (1957年－），杨忠礼集团的副董事经理=拿汀林莉莉，共育有一子三女
  - 三女楊佩婷[16]
- 三子拿督楊肅宏 (1959年－），杨忠礼集团执行董事，主要负责建筑项目，=拿汀周懷琳
  - 五子兩女
- 四子拿督斯里楊肅祥 (1960年－），杨忠礼集团执行董事，负责集团工业制造=拿汀斯里陳秀美
  - 兩女：Rachel Yeoh（英语：Rachel Yeoh） (1997年－）及Michelle Yeoh（英语：Michelle Yeoh (socialite)） (1997年－），两人为双胞胎[17][18]
- 次女拿督楊淑卿 (1963年－），杨忠礼集团执行董事，主要负责公司采购、电讯业务的销售=拿督蔡偉興
  - 一子三女
- 五子拿督楊肅佳 (1965年－），掌管杨忠礼集团的旅游酒店业务=拿汀鄭翠顏
  - 一女

## 榮譽

### 勳銜
- 1966年　馬來西亞雪蘭莪州PJK勳銜
- 1967年　馬來西亞PPN勳銜
- 1983年　馬來西亞雪蘭莪州KPMS勳銜
- 1985年　馬來西亞PSM丹斯里勳銜
- 1996年　馬來西亞雪蘭莪州SPMS高級拿督勳銜
- 2013年　馬來西亞沙巴州SPDK最高級拿督斯里邦里瑪勳銜

### 外国勋章奖章
- 旭日中綬章（日本，2007年11月[19]）
- 四等景星勋章（中华民国，2015年12月22日于台北总统府颁授[20]）

### 企業
- 2000年　國際不動產聯盟協會“產業巨人”大獎
- 2005年　香港亞太財富論壇“2005年亞太最具創造力華商”
- 2009年　亞洲太平洋企業終生成就獎
- 2013年　世界華人經濟論壇華人終生榮譽成就獎、「中華名人錄」卓越華人終生榮譽成就獎[21]

### 學位
- 1988年　英國蘇格蘭愛丁堡赫瑞瓦特大學榮譽工程學博士；
- 2002年　馬來西亞沙巴大學榮譽工商管理哲學博士；
- 2009年　東盟工程師協會榮譽會員；
- 2013年　臺灣國立彰化師範大學教育學博士[22]

## 外部連結
- 江柏煒. . 金門日報. 2011-10-08  [2014-04-09].[永久]
- 楊錦麟. . 文匯報. 2005-06-14  [2014-04-09]. （原始内容存档于2019-06-13）.

- 中華名人錄-楊忠禮